# Anne Marit Godal
Anne Marit Godal (nascuda el 20 de novembre de 1972) és una politòloga i enciclopedista noruega.
Va estudiar Ciències polítiques a la Universitat d'Oslo i a la Universitat d'Aarhus, i és filla de Sissel Rønbeck i Bjørn Tore Godal. Va treballar per diverses organitzacions, com ara la Lliga de Joves Treballadors, Framfylkingen, el Partit Laboral noruec, Nei til EU, Norsk målungdom i Norges mållag. Entre 2011 i 2016 va ser redactora en cap de Store norske leksikon (gran enciclopèdia noruega), de Store medisinske leksikon (gran enciclopèdia mèdica noruega) i Norsk biografisk leksikon (gran enciclopèdia biogràfica noruega). Quan va iniciar-se en el paper de redactora en cap tots els treballs enciclopèdics corrien el risc de quedar-se sense finançament, però durant el seu mandat va assegurar la supervivència del projecte per un llarg període gràcies al finançament universitari. El novembre de 2016 va ser reemplaçada per Erik Bolstad.
Del 2003 al 2010 va gestionar l'organització noruega d'accés a la lectura Leser søker bok, així com les webs de Boksok.no i Bok-til-alle-bibliotekene, que van rebre el Premi a la informació pública (Folkeopplysningsprisen) i el premi Jonas.
Al 2017 va començar com a desenvolupadora de missions per al centre científic Inspiria. El 2018 va publicar una antologia poètica anomenada Alt skal bli forandra snart. 100 norske dikt om fortesskap og kamp amb Leif Høghaug.